# 蒙伯努瓦
蒙伯努瓦（法語：Montbenoît，法語發音：[mɔ̃bənwa]）是法国杜省的一个市镇，位于该省中南部，属于蓬塔利耶区。当地的私人国家索热共和国定都于此。

## 地理
蒙伯努瓦（46°59'34"N, 6°27'43"E）面积5.03 平方千米，位于法国勃艮第-弗朗什-孔泰大區杜省，该省份为法国东部内陆省份，北起上索恩省，西接汝拉省，东部及东南部与瑞士接壤，东北部与贝尔福地区省接壤。
与蒙伯努瓦接壤的市镇（或旧市镇、城区）包括：迈松迪布瓦-列夫勒蒙。
蒙伯努瓦的时区为UTC+01:00、UTC+02:00（夏令时）。

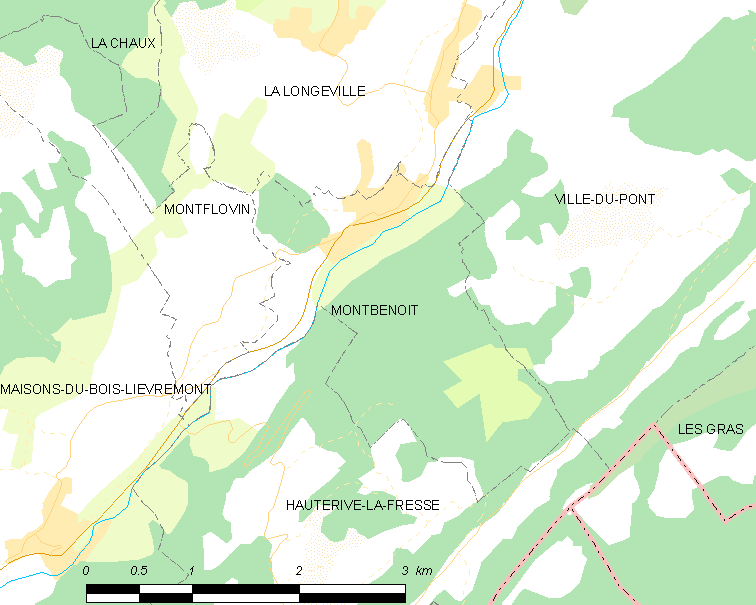
蒙伯努瓦的OSM定位图

## 行政
蒙伯努瓦的邮政编码为25650，INSEE市镇编码为25390。

## 政治
蒙伯努瓦所属的省级选区为奥尔南县。

## 交通
杜省省道D131线和D437线在境内交汇。

## 人口

1962-2008年间蒙伯努瓦人口变化图示

蒙伯努瓦于2022年1月1日时的人口数量为399人。